# Мерсје-Ошлага-Мезонев
Мерсје-Ошлага-Мезонев (фр. Mercier–Hochelaga-Maisonneuve) је једна од 19 општина Монтреала. Општина је образована 1. јануара 2002.